# غلامحسین نوذری
غلامحسین نوذری (زاده ۱۳۳۳) سیاست‌مدار و مدیر اجرایی ایرانی است، که در دولت نهم در فاصله سالهای ۱۳۸۶ تا ۱۳۸۸ وزیر نفت بود. وی دانش‌آموخته مهندسی کاربردی نفت از دانشگاه صنعت نفت ، مهندسی خاکشناسی از دانشگاه شهید چمران اهواز و کارشناسی ارشد مدیریت صنعتی از دانشگاه تهران است. او سابقه عضویت در شورای مرکزی حزب جمهوری اسلامی را دارد.
نوذری فعالیت در صنعت نفت را از مناطق نفت‌خیز جنوب در شرکت ملی نفت ایران آغاز کرد. وی در ادوار چهارم و پنجم مجلس شورای اسلامی (در فاصله سال‌های ۱۳۷۱ تا ۱۳۷۹) نماینده کازرون بود. نوذری سابقه مدیرعاملی شرکت نفت مناطق مرکزی ایران، مدیرعاملی شرکت ملی نفت ایران و ریاست هیئت مدیره شرکت ملی حفاری ایران، حفاری شمال و شرکت نفت پارس را در کارنامه شغلی خود دارد. وی هم‌اکنون به‌عنوان رئیس هیئت مدیره گروه توسعه انرژی تدبیر (وابسته به ستاد اجرایی فرمان امام) و عضو هیئت امنای ستاد اجرایی فرمان امام فعالیت می‌کند.

## زندگی
غلامحسین نوذری به سالِ ۱۳۳۳ در شهر کازرون، استان فارس زاده شد. وی پله‌های ترقی در ساختار صنعت نفت را از مناطق نفت‌خیز جنوب در شرکت ملی نفت ایران آغاز کرد و در طول جنگ ایران و عراق، ریاست سازمان حراست مناطق نفتخیز جنوب را برعهده داشت. وی فعالیت سیاسی خود را با عضویت در حزب جمهوری اسلامی شروع کرد و تا عضویت در هسته مرکزی، سپس ریاست شاخه کارگری حزب جمهوری اسلامی، پیش رفت. در ادوار چهارم و پنجم مجلس شورای اسلامی به نمایندگی از کازرون در مجلس حضور داشت. وی در طول هشت سال حضور در مجلس، همواره از اعضای کمیسیون انرژی مجلس شورای اسلامی بشمار می‌آمد. با پایان گرفتن دوره زمانی مجلس پنجم، نوذری پس از یک وقفه هشت ساله، بار دیگر به بدنه صنعت نفت بازگشت و اندکی بعد، به‌عنوان مدیر تولید شرکت مهندسی و توسعه نفت ایران منصوب گردید. وی در سال‌های بعدی جایگاه‌هایی چون رئیس هیئت مدیره شرکت ملی حفاری ایران و ریاست هیئت مدیره شرکت حفاری شمال را نیز برعهده داشت.
در زمان وزارت بیژن نامدار زنگنه در دولت دوم اصلاحات، نوذری به مدیرعاملی شرکت نفت مناطق مرکزی ایران (بزرگ‌ترین تولیدکننده گاز کشور) منصوب شد. در انتخابات دوره نهم ریاست جمهوری، علی‌رغم حمایت نوذری از اکبر هاشمی رفسنجانی، وی در کابینه اول محمود احمدی‌نژاد، از نامزدهای وزارت نفت بشمار می‌آمد، ولی سرانجام کاظم وزیری هامانه برای تصدی وزارت نفت، به مجلس معرفی شد، که با دریافت رأی اعتماد مجلس، وزیری هامانه بلافاصله نوذری را به‌عنوان مدیرعامل شرکت ملی نفت ایران و معاون خود، انتخاب نمود. وی دو سال در این جایگاه فعالیت کرد.

## وزارت نفت
در پی برکناری کاظم وزیری هامانه از وزارت نفت ایران، در سال ۱۳۸۶ محمود احمدی‌نژاد، طی حکمی نوذری را به سرپرستی وزارت نفت منصوب کرد و در ۲۳ آبان همان سال، غلامحسین نوذری با کسب ۲۱۷ رأی موافق از مجلس شورای اسلامی، به عنوان وزیر نفت انتخاب شد. وی که فعالیتش در صنعت نفت را از رده‌های میانی بزرگ‌ترین تولیدکننده نفت کشور شرکت ملی مناطق نفت‌خیز جنوب آغاز کرده بود، پس از معرفی وی به‌عنوان وزیر نفت، به سرعت توسط بدنه نفت و مدیران نفتی پذیرفته شد و در زمان وزارتش نیز این روابط نزدیک با کارکنان نفتی را حفظ کرد و همین امر موفقیت وی را طی این دوران رقم زد. دو سال مدیریت غلامحسین نوذری بر وزارت نفت ایران، با ایجاد آرامش در نفت همراه بود. در دوران وزارت نوذری، با بهره‌گیری از زیرساخت‌های پایه‌گذاری شده در طول ۸ سال وزارت بیژن زنگنه و ادامه همان روند در دو سال وزارت کاظم وزیری هامانه، ظرفیت تولید نفت خام ایران، به بیش از ۴ میلیون و ۲۰۰ هزار بشکه در روز رسید، که کماکان رکورددار بالاترین میزان تولید نفت در ادوار مختلف پس از انقلاب ۱۳۵۷ محسوب می‌شود.
با شروع فعالیت دولت دهم نیز قرار بود نوذری در جایگاه خود به‌عنوان وزیر نفت، ابقاء شود، اما احمدی‌نژاد در دقایق آخر، وی را از فهرست کابینه جدید حذف کرد و وزیر بازرگانی کابینه نخست خود را، که عملاً هیچ‌گونه شناختی از صنعت نفت نداشت، بدون داشتن سابقه و پیشینه مدیریتی در شرکت‌های صنعتی، به‌عنوان وزیر نفت دولت دهم به مجلس معرفی نمود. با روی کار آمدن مسعود میر کاظمی در وزارت نفت، صنعت نفت ایران از حیث مدیریتی، یک شخم اساسی زده شد، که در پی آن بیش از ۲۵۰ مدیر ارشد و حتی میانی صنایع نفت و گاز ایران، از بدنه مدیریتی نفت کنار گذاشته شدند و اغلب افرادی ناآشنا با صنعت، از فروشگاه اتکا، شرکت‌های خودروسازی، وزارت بازرگانی و گروهی نیز از رتبه‌های سازمانی بسیار پایین، جایگزین مدیران پیشین شدند. دوره وزارت نوذری نیز همچون وزیری هامانه با مقاومت در مقابل فشارهای دولت مبنی بر ایجاد تغییرات گسترده مدیریتی در بدنه وزارت نفت و شرکت‌های تابعه آن، همراه بود. این فشارهای سیاسی گرچه در مقاطعی به عزل و نصب‌هایی در سطح مدیران ارشد وزارت نفت، انجامید ولی نوذری همواره با ورود افراد سیاسی به صنعت نفت ممانعت بعمل آورد، که با ورود مسعود میرکاظمی به وزارت نفت، این امر تحقق پیدا کرد و با عزل و نصب‌های غیرکارشناسی، ماه‌ها پیش از شروع تحریم‌های ایالات متحده، بحران مدیریتی به کاهش چشم‌گیر میزان تولید نفت و گاز ایران انجامید.

## مسئولیت‌ها
- رئیس حراست شرکت ملی مناطق نفت‌خیز جنوب
- مسئول پدافند عامل جنوب در خصوص حفاظت از تأسیسات نفتی، در جنگ ایران و عراق
- مدیر تولید شرکت مهندسی و توسعه نفت ایران
- عضو هیئت مدیره شرکت متن
- رئیس هیئت مدیره شرکت ملی حفاری ایران
- رئیس هیئت مدیره شرکت حفاری شمال
- مدیرعامل شرکت نفت مناطق مرکزی ایران
- معاون وزیر نفت و مدیرعامل شرکت ملی نفت ایران
- رئیس هیئت مدیره گروه توسعه انرژی تدبیر